# Nausitz
Nausitz est une ancienne commune allemande de l'arrondissement de Kyffhäuser, Land de Thuringe.

## Géographie
Nausitz se situe dans la Goldene Aue.
|                           | Roßleben |          |
| Gehofen                   | Nausitz  | Donndorf |
| Heldrungen/Oberheldrungen | Kölleda  |          |

## Histoire
Nausitz est mentionné pour la première fois en 1157 sous le nom de Nuseze, lorsque l'abbaye de Pforta reçoit deux manses de terre.
En 1705 a lieu ce qu'on appelle la "guerre des moutons de Nausitz". Elle a pour origine le vol de 131 moutons du manoir de Nausitz par 150 paysans de Donndorf ; après sept années de litige, ils doivent rendre 127 moutons et donner 150 thalers.
En avril 1945, l'armée américaine vient dans le village. L'Armée rouge arrive en juillet.